# ICA Arena
L'Ica Arena, nommée précédemment Arena Polarica, est une patinoire située à Haparanda en Suède.

## Configuration
La capacité de l'aréna est de 1 400 places, dont 600 assises.

## Équipes résidentes
L'équipe de hockey sur glace d'Asplöven HC qui évolue en Allvenskan, le deuxième échelon suédois, joue ses matches dans cette patinoire.